# Epiphyllum laui
Epiphyllum laui  es una especie de planta fanerógama de la familia Cactaceae.

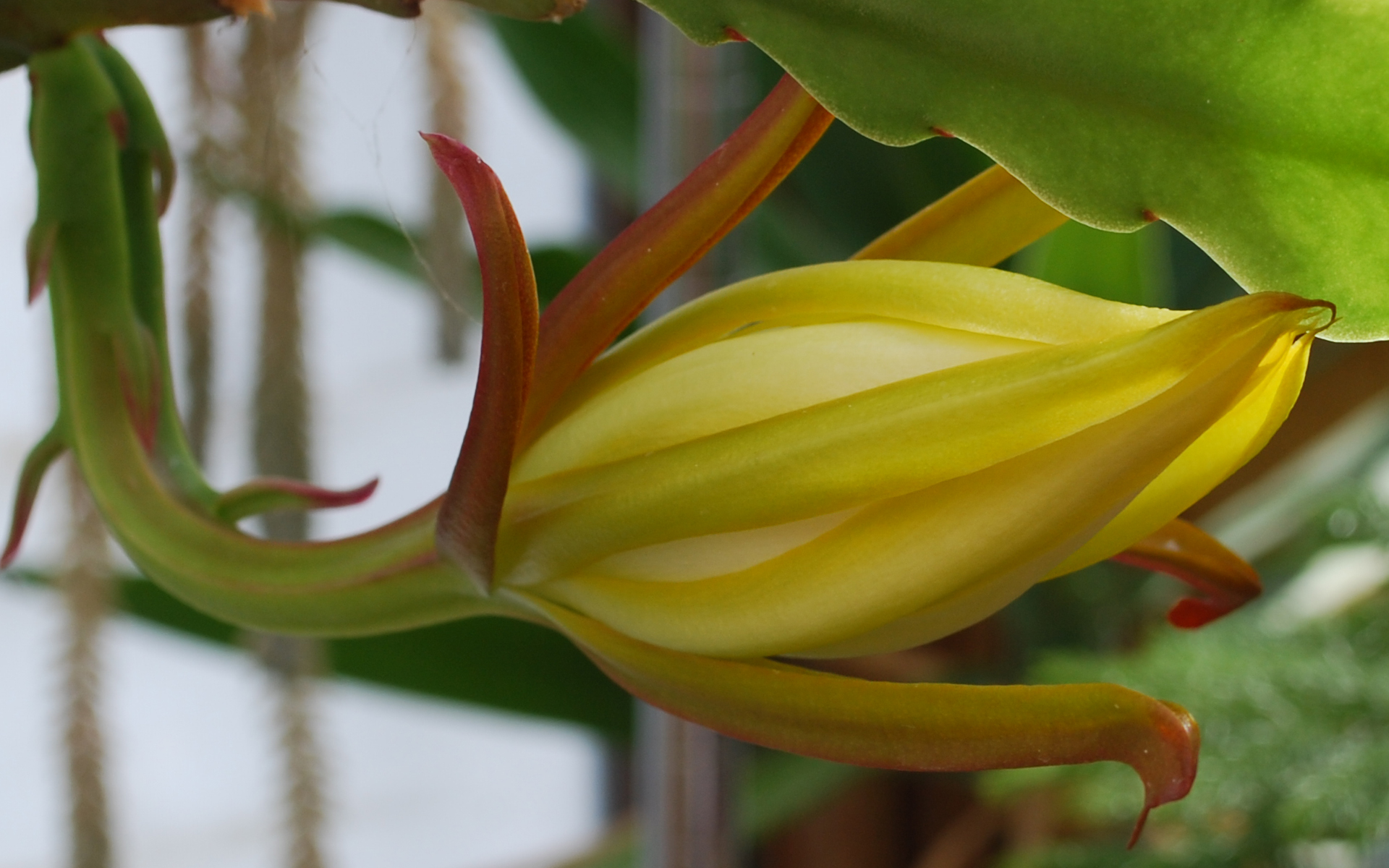
Detalle

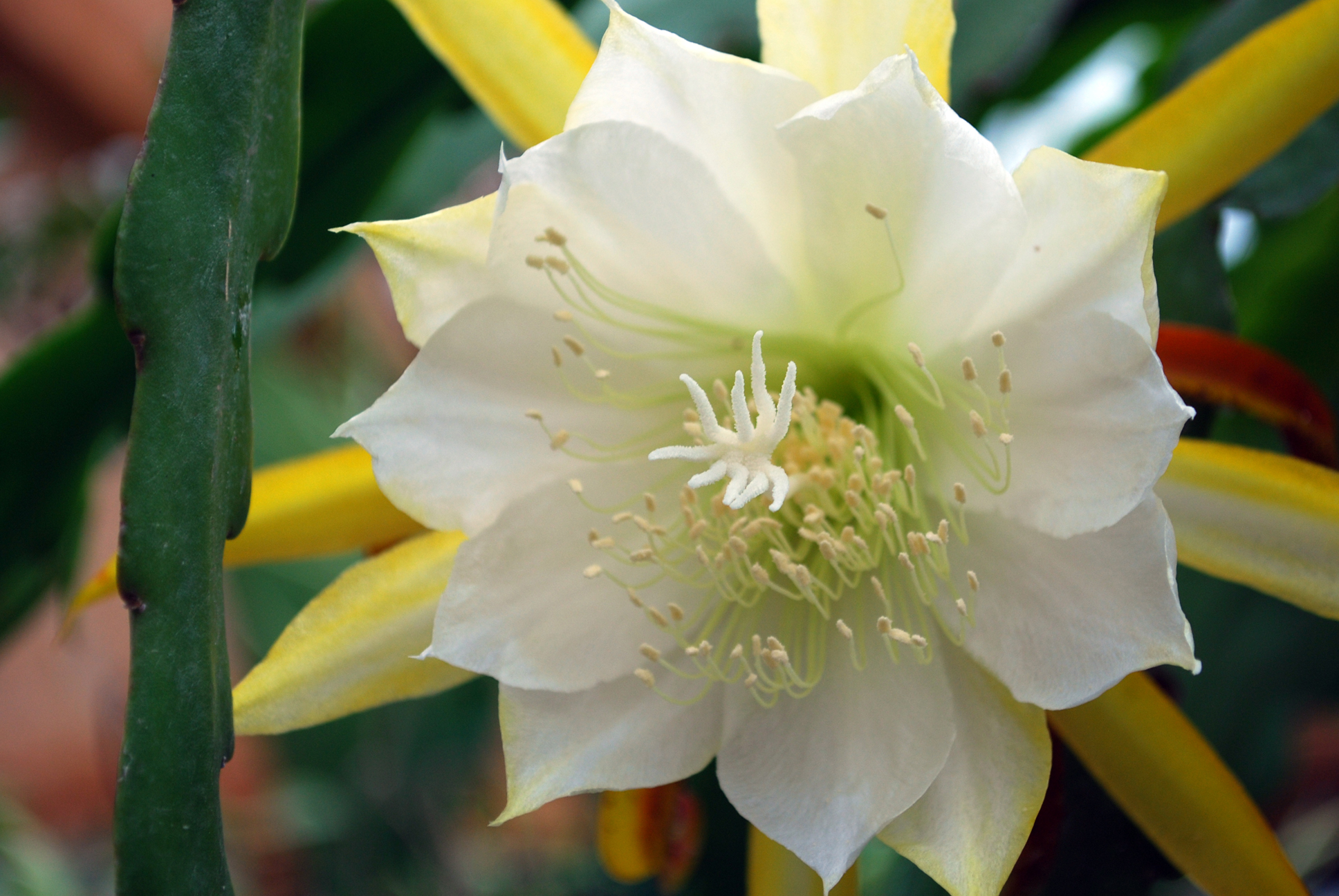
Flor

## Historia
Aunque esta planta fue descubierta en 1975, no fue descrita hasta 1990, ya que no llegó a florecer en el Jardín Botánico de Huntington. Sin embargo, profusión de éxitos de Alfred Bernhard Lau en México, como en varias colecciones europeas, hizo que Myron Kimnach supusiera que la planta representaba una nueva especie.  En 1989, finalmente está en flor y el Sr. Huntington Kimnach podría preparar una descripción científica y el nombre de esta hermosa planta. 

## Distribución
Es endémica de Chiapas en México al norte de Tumbala a una altitud de 2200 metros.  Es una especie común que se ha extendido por todo el mundo.

## Descripción
Epiphyllum laui crece tanto con hábito epífita como litófita. Con brotes basales o rama lateral y en la base mide de 1 a 2 centímetros de ancho y cilíndrica con diámetros de 0,6 a 0,9 centímetros. Los brotes son aplanados, lineales de 5 a 7 cm. Son de color verde brillante y tiene un nervio central prominente. Sus márgenes son lobuladas y rizados. Con 1-5 espinas como pelos, de color marrón-amarillo  de 3 a 5 milímetros de largo. Las flores tienen forma de embudo y se abren por la tarde y permanecerán abierta durante al menos dos días. Alcanzan una longitud de 15 a 16 centímetros y un diámetro de 14 a 16 centímetros. Los brácteas exteriores son de color naranja rojizo a amarillo, las brácteas interiores son de color blanco con un tinte amarillento. Los frutos son carmesí y son oblongos y de 4 a 8 cm.

## Taxonomía
Epiphyllum hookeri fue descrita por  Myron William Kimnach y publicado en Cactus and Succulent Journal 62(3): 148–151, f. 1–5. 1990.
Etimología
Epiphyllum: nombre genérico que deriva de las palabras griegas epi = "sobre" y phyllum = "hojas".
laui: epíteto otorgado en honor del botánico Alfred Bernhard Lau.